# Pandora's Box (álbum de Aerosmith)
Pandora's Box es un álbum compilatorio de 3 discos lanzado en 1991 por Aerosmith, bajo el sello Columbia Records, con el fin de capitalizar los mejores momentos de la agrupación junto a Geffen.
Pandora's Box también ofrece versiones alternativas de algunas canciones, canciones inéditas, en directo y remixes.

## Lista de canciones
| 1. "When I Needed You" 2. "Make It" 3. "Movin' Out" 4. "One Way Street" 5. "On the Road Again" 6. "Mama Kin" 7. "Same Old Song and Dance" 8. "Train Kept A-Rollin'" 9. "Seasons of Wither" 10. "Write Me a Letter" 11. "Dream On" 12. "Pandora's Box" 13. "Rattlesnake Shake" 14. "Walkin' the Dog" 15. "Lord of the Thighs" | 1. "Toys in the Attic" 2. "Round and Round" 3. "Krawhitham" 4. "You See Me Crying" 5. "Sweet Emotion" 6. "No More No More" 7. "Walk This Way" 8. "I Wanna Know Why" 9. "Big Ten-Inch Record" 10. "Rats in the Cellar" 11. "Last Child" 12. "All Your Love" 13. "Soul Saver" 14. "Nobody's Fault" 15. "Lick and a Promise" 16. "Adam's Apple" 17. "Draw the Line" 18. "Critical Mass" | 1. "Kings and Queens" 2. "Milkcow Blues" 3. "I Live in Connecticut" 4. "Three Mile Smile" 5. "Let It Slide" 6. "Cheese Cake" 7. "Bone to Bone" (Coney Island White Fish Boy) 8. "No Surprize" 9. "Come Together" 10. "Downtown Charlie" 11. "Sharpshooter" 12. "Shit House Shuffle" 13. "South Station BlueZ" 14. "Riff & Roll" 15. "Jailbait" 16. "Major Barbara" 17. "Chip Away the Stone" 18. "Helter Skelter" 19. "Back in the Saddle" 20. "Circle Jerk" |